# Серяки (Кировская область)
Серяки — деревня в Арбажском районе Кировской области. 

## География
Находится на расстоянии примерно 16 километров по прямой на северо-запад от районного центра поселка Арбаж.

## История
Известна с 1873 года, когда учтено было здесь (починок у речки Тулы или Серяки) дворов 27 и жителей 226, в 1905 (деревня У речки Верхней Тулы или Серяки) 65 и 240, в 1926 (уже Серяки) 77 и 383, в 1950 66 и 215. В 1989 году проживало 193 человека. До января 2021 года входила в Верхотульское сельское поселение до его упразднения.

## Население
Постоянное население составляло 170 человек (русские 97%) в 2002 году, 118 в 2010.

## Известные уроженцы
Мамаев Николай Степанович (г.р. 1919), специалист в области связи, конструктор радиотехнических систем, лауреат Государственной премии СССР 1969 года.